# Автомат ініціальний
Автома́т ініціа́льний — автомат із визначеним певним ініціальним станом, який він приймає або встановлює в процесі увімкнення, введення в роботу, ініціалізації (перезапуску) системи, Ініціальний автомат завжди починає свою роботу з цього стану. Див. ініціалізація, дефолт.
Відповідники в програмуванні і цифровій мікроелектроніці (узагальнено):
- початковий стан
- стан за замовчуванням
- дефолтний стан

Автомат призначений для спрацювання в певних станах системи, зокрема:
- увімкнення живлення, — ініціалізація стану системи
- power fail — збій живлення, завада з мережі живлення, або критично низький рівень напруги живлення, який вважається збоєм живлення, оскільки, потенційно, є причиною збоїв у роботі системи.
- команда переініціалізації системи, зокрема програмна, див RESET